# Éric Champ
Éric Champ (Tolone, 8 giugno 1962) è un ex rugbista a 15, dirigente d'azienda e dirigente sportivo francese, da giocatore flanker del Tolone e da dirigente sportivo presidente dello stesso club fino al 2006.

## Biografia
Sempre legato al Tolone, club della sua città natale, Champ debuttò in prima squadra nel 1981, alternando la pratica sportiva ai suoi studi di ingegneria.
Con il Tolone giunse alla conquista di due campionati nazionali, nel 1987 e nel 1992; esordì in Nazionale francese nel 1985 contro l'Argentina, e prese parte a tutti i tornei del Cinque Nazioni dal 1986 al 1990, vincendolo tre volte, una delle quali, nel 1987, con il Grande Slam.
Nel frattempo, compiuti gli studi superiori presso la direzione degli armamenti francese, si impiegò presso la Direzione delle Costruzioni Navali del ministero della Difesa.
Partecipò alla I edizione della Coppa del Mondo (1987) giungendo fino alla finale, poi persa, contro la Nuova Zelanda e anche a quella del 1991 in Inghilterra, nel corso della quale disputò il suo ultimo incontro internazionale.
Smise la carriera agonistica nel 1994 a seguito di un incidente di gioco durante un incontro dei Barbarian Français contro un XV dell'Australia.
Passato nel frattempo alla società di ingegneria Assystem come direttore commerciale, ne divenne direttore del settore tecnologie; dal 2010 lavora come direttore del business presso Sogeti, società di informatica del gruppo Capgemini.
Come dirigente sportivo è stato fino al 2006 presidente del Tolone e, nel 2008, accompagnatore ufficiale del tour dei Barbarian francesi in Canada.
In occasione della Coppa del Mondo di rugby 2007 in Francia, inoltre, è stato commentatore televisivo degli incontri del torneo per TF1.

## Palmarès
- Campionati francesi: 2
Tolone: 1986-87; 1991-92